# Nekrofobie

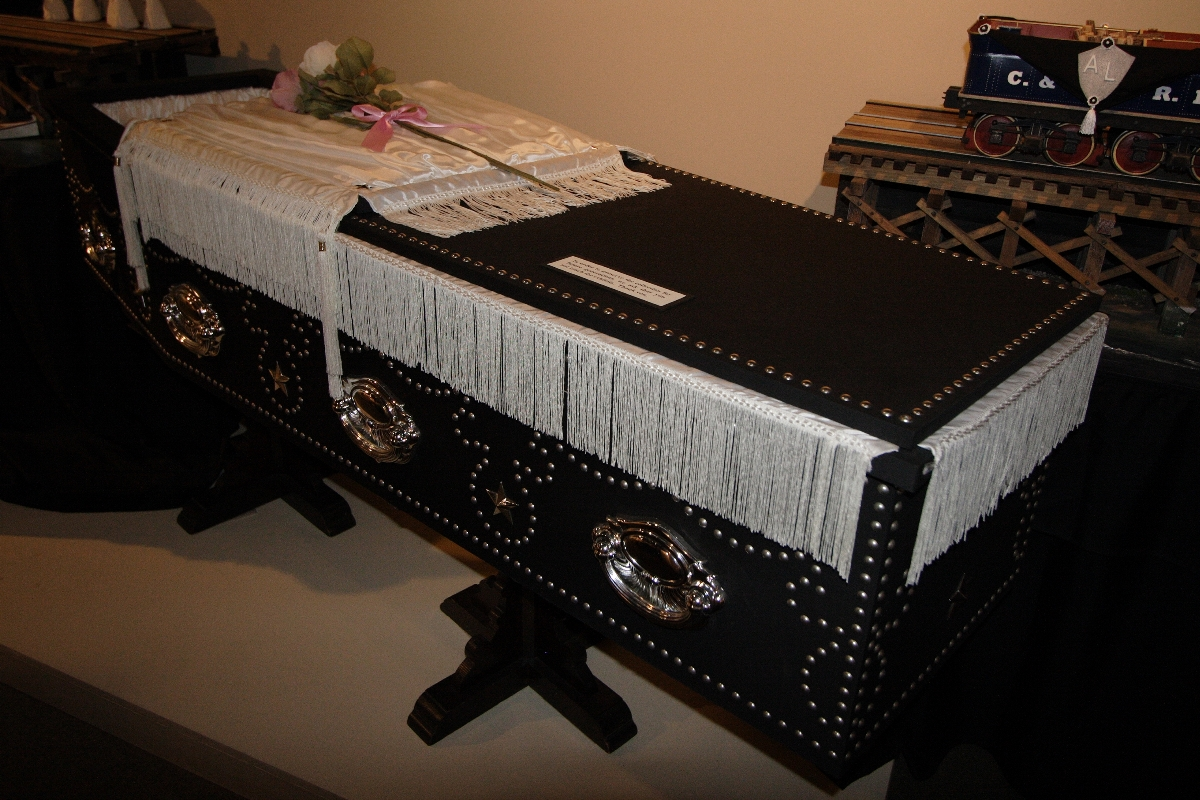
Rakev

Nekrofobie je chorobný strach (fobie) z mrtvol a věcí se smrtí spojených (rakve, hřbitovy...). Označení pochází z řečtiny nekros – mrtvola a fobos – strach. Stejně jako u ostatních fobií stačí ke vzniku nekrofobie traumatizující zážitek z dětství.
Často je zaměňována s tanatofobií, přesto že mezi těmito nemocemi existují rozdíly.